# Festuca chumbiensis
Festuca chumbiensis är en gräsart som beskrevs av Evgenii Borisovich Alexeev. Festuca chumbiensis ingår i släktet svinglar, och familjen gräs. Inga underarter finns listade i Catalogue of Life.